# Ludlow (Colorado)
Ludlow è una città fantasma della contea di Las Animas nello Stato del Colorado, negli Stati Uniti d'America. È tristemente nota per il massacro di Ludlow, che avvenne nel 1914. Il sito della città si trova all'entrata di un canyon ai piedi dei Monti Sangre de Cristo. Si trova lungo il lato occidentale dell'Interstate 25, circa 12 miglia (19 km) a nord della città di Trinidad.